# 盧森堡的伊莉莎白 (1409-1442)
盧森堡的伊莉莎白（德語：Elisabeth von Luxemburg，1409年10月7日—1442年12月19日），德意志、匈牙利和波希米亞王后。
伊莉莎白是神聖羅馬皇帝西吉斯蒙德的獨女。1422年，伊莉莎白與奧地利公爵阿爾布雷希特五世結婚。西吉斯蒙德去世後，阿爾布雷希特繼承其匈牙利、德意志和波希米亞的王位。然而，阿爾布雷希特於1439年去世，他的遺腹子拉迪斯勞斯直到隔年才出生。匈牙利貴族為了抵抗鄂圖曼帝國的入侵，將波蘭國王瓦迪斯瓦夫三世選為匈牙利國王，稱烏拉斯洛一世。伊莉莎白於1442年去世，此後盧森堡王朝在東歐的勢力被哈布斯堡王朝和鄂圖曼帝國所取代。

## 子女
1. 安娜（1432年—1462年），盧森堡女公爵
2. 伊莉莎白（1436年—1505年），波蘭王后
3. 拉迪斯勞斯（1440年—1457年），早逝